# Hellissandur
Hellissandur est une localité islandaise de la municipalité de Snæfellsbær située à l'ouest de l'île, dans la région de Vesturland. En 2011, elle comptait 387 habitants.